# Oldřich Bartoš
Oldřich Bartoš (* 3. prosince 1930) je bývalý český motocyklový závodník. Jeho starším bratrem je motocyklový závodník František Bartoš.

## Závodní kariéra
V roce 1952 vyhrál na motocyklu ČZ třídu do 125 cm³ na mezinárodních závodech v Poznani a závody o Cenu Prachovských skal v Jičíně. V Mistrovství Československa silničních motocyklů startoval v roce 1954, kdy mohli získávat body jen jezdci 1. výkonnostní třídy. Závod v Ostravě vyhrál, v Mělníku byl druhý a v Praze čtvrtý. Startoval ve třídě do 500 cm³ na motocyklu Jawa OHC. Po sezóně ukončil závodní kariéru.